# خرس قهوه‌ای سوری
خرس قهوه‌ای سوری (نام علمی: Ursus arctos syriacus) نام یک زیرگونه از گونه خرس قهوه‌ای است که در ایران،  کردستان عراق، ترکیه و قفقاز زندگی می‌کند.

## تصویر

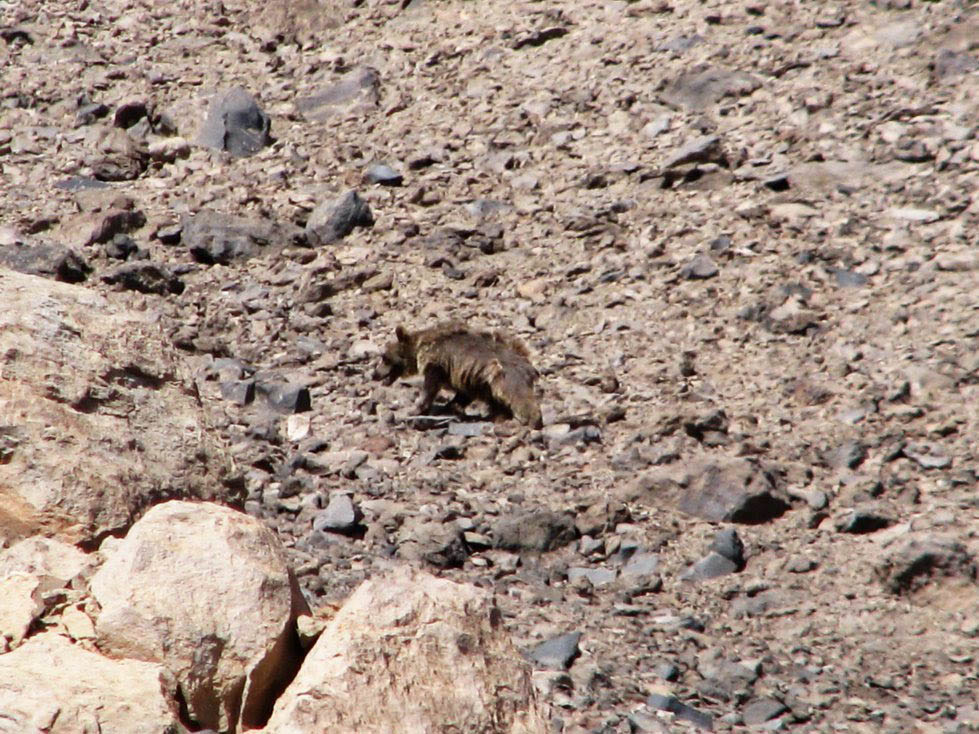
یک خرس قهوه ای سوری در پارک ملی لار، شمال شرق قله دماوند، ایران.